# Pfarrkirche Reintal

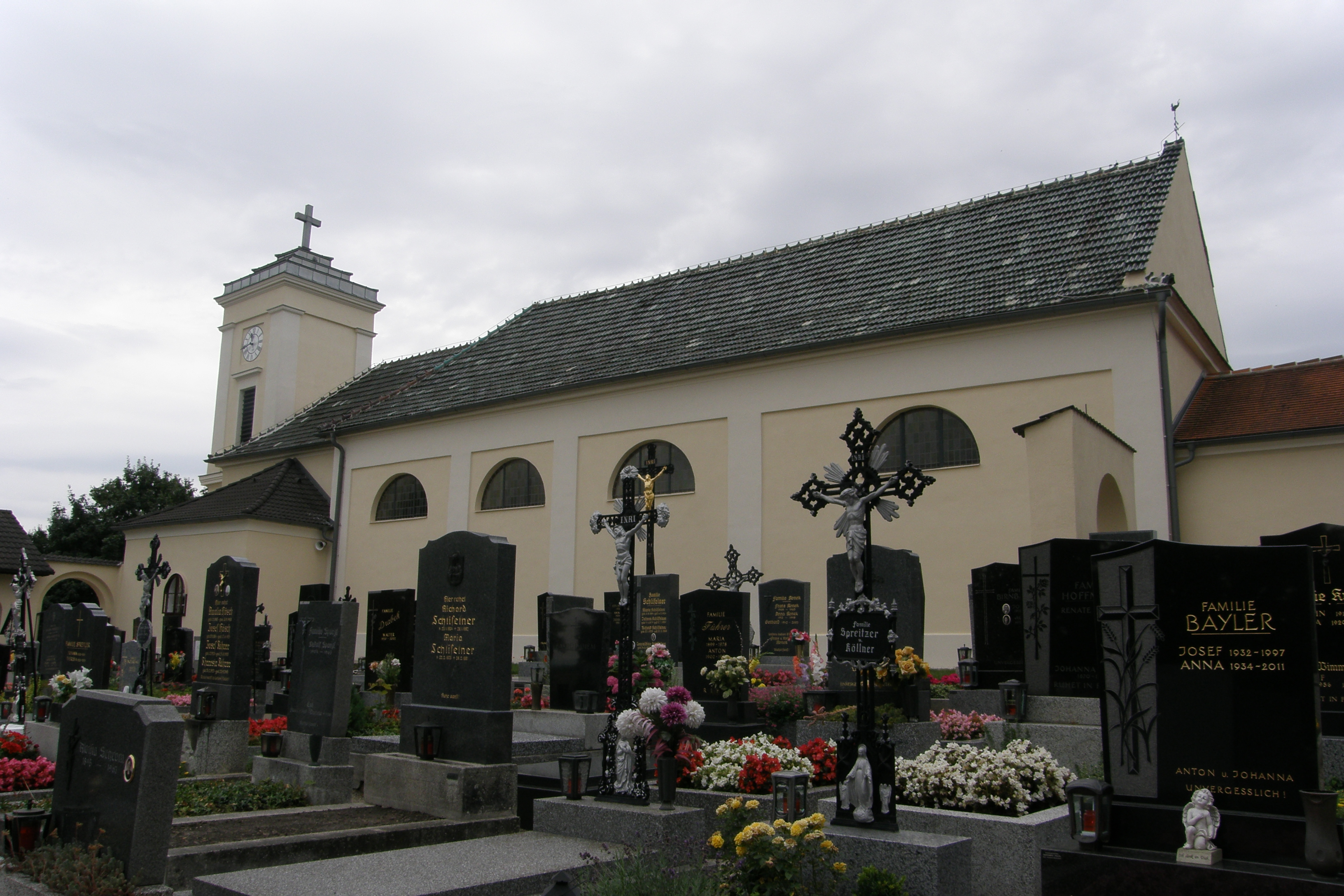
Katholische Pfarrkirche Allerheiligste Dreifaltigkeit in Reintal

Die römisch-katholische Pfarrkirche Reintal steht auf dem Kirchhügel am östlichen Dorfrand von Reintal in der Marktgemeinde Bernhardsthal im Bezirk Mistelbach in Niederösterreich. Die dem Patrozinium Heiligen Dreifaltigkeit unterstellte Pfarrkirche gehört zum Dekanat Poysdorf der Erzdiözese Wien. Die Kirche und der Friedhof stehen unter Denkmalschutz (Listeneintrag).

## Geschichte
Anfangs bestand eine Pestkapelle aus 1689, welche 1728 und 1789/1790 umgebaut wurde und 1837 eine Erweiterung und Erhöhung des Chores erhielt.
Die Pfarre wurde 1783 gegründet.

## Architektur
Der schlichte Saalbau mit einem eingezogenen rechteckigen Chor ist an den Fassaden mit Faschen gegliedert. Südlich am Chor steht der Turm mit rechteckigen Schallfenstern, er trägt ein abgetrepptes Pyramidendach aus dem 20. Jahrhundert. Der westliche Portalvorbau hat einen Dreieckgiebel. Im Nordosten der Kirche schließt der Friedhof an.
Das Kircheninnere zeigt ein vierjochiges Langhaus und einen einjochigen Chor unter Stichkappentonnen mit Gurtbögen auf einem umlaufenden Gesims auf flachen Wandvorlagen und Lünettenfenstern. Die Empore ruht auf einer Flachdecke. Der Triumphbogen ist eingezogen. Die Chorseitenwände zeigen runde Blendbögen aus 1837.

## Einrichtung
Das Altarblatt mit der Heiligen Dreifaltigkeit vor einem Goldgrund entstand im Anfang des 20. Jahrhunderts durch eine Stiftung des Fürsten Liechtenstein, das Bild ruht in einem älteren marmorierten Holzrahmen aus der ersten Hälfte des 19. Jahrhunderts. Die seitlichen Konsolfiguren zeigen die Heiligen Rochus und Sebastian.
Die Kanzel stammt aus dem Jahr 1852. Die Kreuzwegbilder entstanden 1863.
Die Orgel mit 7 Registern bauten die Gebrüder Rieger 1910. Ein Paukenpaar schuf Franz Hradil aus Laa an der Thaya 1878. Eine Glocke nennt 1761.